# Agnesia lancifolia
Agnesia lancifolia là một loài thực vật có hoa trong họ Hòa thảo. Loài này được (Mez) Zuloaga & Judz. mô tả khoa học đầu tiên năm 1993.